# Ziemia osamotniona
Ziemia Osamotniona (tyt. oryg. Earth Alone) – powieść science fiction amerykańskiego pisarza Daniela Arensona, wydana po raz pierwszy w 2016 roku. Zdobyła dużą popularność na rynku anglojęzycznym. W Polsce została wydana w 2018 roku nakładem Wydawnictwa Niezwykłe.
Jej akcja osadzona jest w przyszłości, w której Ziemię zaatakowały wijce: inteligentna rasa przypominająca wyglądem owady. Główny bohater, osiemnastoletni Marco, trafia do wojska, by walczyć w obronie swojego gatunku.
Powieść jest pierwszym tomem serii Wschód Ziemi.

## Świat przedstawiony
Akcja osadzona jest w przyszłości oddalonej o około 200 lat. Pięćdziesiąt lat wcześniej planetę zaatakowały wijce, inteligentna rasa z obcej planety, niemal doprowadzając do wytępienia ludzkości. Tej udało się jednak odeprzeć pierwszy atak. Ziemia jest bezustannie w stanie wojny, przez co wprowadzono obowiązkową służbę wojskową dla każdego, kto kończy osiemnaście lat, niezależnie od płci i miejsca pochodzenia. Służba trwa pięć lat.

### Wijce
Wijce, a właściwie Scolopendra titanic, to inteligentna rasa, która zaatakowała Ziemię, pochodząca z Gwiazdozbioru Skorpiona. Wijec był wielki, mniej więcej dwukrotnie większy od dorosłego człowieka. Jego ciało, a właściwie twardy pancerz (mocniejszy od stali) miał czarną barwę. Stworzenia te miały trzydzieści sześć nóg, po dwie na każdy segment ich ciała. Na ich końcach znajdowały się pazury. Wijce posiadały także żuwaczki.
Gatunek ten był gatunkiem myślącym. Korzystając z żuwaczek potrafiły budować organiczne statki kosmiczne oraz klonować ludzi.
Poznajemy je w chwili, w której prowadzą wojnę, wysyłając kokony, z których wychodzą nowe osobniki, atakujące wszystkich wokół. Ponadto same kokony wydzielają opary, które doprowadzają do zmian w budowie ciała, które czasem bywają śmiertelne.

## Fabuła
Pięćdziesiąt lat temu wijce zaatakowały Ziemię. Jedenastoletni Marco wraca z matką do domu, gdy nadchodzi kolejny atak. Chłopak przeżywa, ale jego rodzicielka traci życie. Marco zostaje ocalony przez swoją rówieśniczkę, Addy, której rodzice zmarli tego samego dnia.
Gdy Marco kończy osiemnaście lat musi odbyć obowiązkową służbę wojskową. Nie chce tego: jest z natury humanistą, który brzydzi się wojną. Żegna się jednak ze swoją dziewczyną, Kami. Wraz z Addy, którą zaopiekował się jej ojciec i która stała się dla niego niczym siostra, wyrusza do wojska. Tam zostaje przydzielony do oddziału (wspólnie z Addy), rozpoczynając szkolenie. W jego trakcie między nim, a Lailani, młodą rekrutką z tej samej grupy, rodzi się uczucie. Jednocześnie więzy między członkami grupy zacieśniają się. Gdy do ekipy dołącza niepoprawnie zachowująca się Szajba młodzi rekruci próbują nad nią zapanować, jednak kończy się to popełnieniem samobójstwa przez dziewczynę.
Po dziesięciu tygodniach szkolenie dobiera końca, a przyjaciele zostają wspólnie wysłani na misje. 

## Bohaterowie
- Marco Emery – główny bohater powieści. Osiemnastolatek, którego matka zginęła, gdy miał lat jedenaście. Z zamiłowania bibliotekarz i początkujący autor.
- Kami – ukochana Marco; posiada ścisły umysł. Dostała się do jednej z najlepszych akademii wojskowych.
- Addy Linden – jej rodzice zginęli tego samego dnia, co matka Marco; ojciec chłopaka zaopiekował się nią. Jest dla Marco jak siostra. Ma żywiołowy charakter i jest w tym samym wieku, co przyszywany brat.
- Elvis – osiemnastolatek pochodzący ze wsi; jego dziewczyna zginęła w wypadku samochodowym. Poznał Marco i Addy podczas szkolenia.
- Lailani – w połowie Amerykanka; jej matka miała trzynaście lat, gdy zaszła z nią w ciążę, pracując jako prostytutka. Lailani wychowała się na ulicy. Dziewczyna poznała Marco i Addy w trakcie szkolenia.
- Pinky – niezbyt przyjazny chłopak z oddziału rekrutów Marco.
- Snigh – jeden z sierżantów, który opiekował się oddziałem Marco.
- Szajba – dziewczyna, która dołączyła do oddziału, w którym przebywał Marco. Przebywała w kilku innych miejscach szkoleń rekrutów, jednak przez swoje zachowanie ze wszystkich była wyrzucana.
- Einav Ben-Ari – podporucznik zajmująca się oddziałem Marco.